# Cratominae
La sottofamiglia Cratominae Ashmead, 1904, è uno dei più piccoli raggruppamenti di insetti della famiglia degli Pteromalidi (Hymenoptera Chalcidoidea) comprendente 3 sole specie.
I Cratomini hanno un corpo con colori metallici nel capo e nel torace e con gastro peziolato. Le antenne sono composte da 13 articoli, con clava differenziata nel maschio. Il carattere morfologico più evidente è la presenza di sculture crestiformi sulla fronte, in prossimità del margine interno degli occhi composti. Il capo è molto grosso e più largo del torace. Il pronoto è largo più o meno quanto il mesonoto e, in ogni modo più largo che lungo. Il mesotorace ha i  notauli incompleti.
La biologia di questa sottofamiglia è sconosciuta.
La sottofamiglia comprende il solo genere Cratomus, con tre specie, di cui la più rappresentativa è Cratomus megacephalus, descritta da Fabricius alla fine del XVIII secolo.